# Jeanne Balibar
Jeanne Balibar (Parigi, 13 aprile 1968) è un'attrice francese, figlia del filosofo Étienne Balibar e della scienziata Françoise Dumesnil-Balibar.

## Filmografia

### Cinema
- La Sentinelle, regia di Arnaud Desplechin (1992)
- Un dimanche à Paris, regia di Hervé Duhamel (1994)
- Le Beau Pavel, regia di Lou Jeunet - cortometraggio (1994)
- La Folie douce, regia di Frédéric Jardin (1994)
- La Croisade d'Anne Buridan, regia di Judith Cahen (1994)
- Comment je me suis disputé... (ma vie sexuelle), regia di Arnaud Desplechin (1996)
- J'ai horreur de l'amour, regia di Laurence Ferreira Barbosa (1997)
- Mange ta soupe, regia di Mathieu Amalric (1997)
- Dieu seul me voit, regia di Bruno Podalydès (1998)
- Fin août, début septembre, regia di Olivier Assayas (1999)
- Trois ponts sur la rivière, regia di Jean-Claude Biette (1999)
- Sade, regia di Benoît Jacquot (2000)
- Domani andrà meglio (Ça ira mieux demain), regia di Jeanne Labrune (2000)
- Il figlio di due madri (Fils de deux mères ou Comédie de l'innocence), regia di Raoul Ruiz (2001)
- Chi lo sa? (Va savoir), regia di Jacques Rivette (2001)
- Intimisto, regia di Licia Eminenti	- cortometraggio (2001)
- Avec tout mon amour, regia di Amalia Escriva (2001)
- Petite Victoire, regia di Gilles Cohen - cortometraggio (2002)
- Lo stadio di Wimbledon (Le Stade de Wimbledon), regia di Mathieu Amalric (2002)
- Une affaire privée - Una questione privata (Une affaire privée), regia di Guillaume Nicloux (2002)
- 17 fois Cécile Cassard, regia di Christophe Honoré (2002)
- Saltimbank, regia di Jean-Claude Biette (2003)
- Toutes ces belles promesses, regia di Jean-Paul Civeyrac (2003)
- Codice 46 (Code 46), regia di Michael Winterbottom (2004)
- Clean, regia di Olivier Assayas (2004)
- Ne change rien, regia di Pedro Costa - cortometraggio (2005)
- Noise, regia di Olivier Assayas - documentario (2006)
- Call me Agostino, regia di Christine Laurent (2006)
- Mademoiselle Y, regia di Hélène Fillières - cortometraggio (2006)
- J'aurais voulu être un danseur, regia di Alain Berliner (2007)
- La duchessa di Langeais (Ne touchez pas la hache), regia di Jacques Rivette (2007)
- Sagan, regia di Diane Kurys (2007)
- La fille de Monaco, regia di Anne Fontaine (2008)
- L'Idiot, regia di Pierre Léon (2008)
- Le Plaisir de chanter, regia di Ilan Duran Cohen (2008)
- Le Bal des actrices, regia di Maïwenn Le Besco (2009)
- La Petite Sibérie, regia di Laurence Ferreira Barbosa (2009)
- Grace di Monaco (Grace of Monaco), regia di Olivier Dahan (2014)
- Barbara, regia di Mathieu Amalric (2017)
- Cold War (Zimna wojna), regia di Paweł Pawlikowski (2018)
- I miserabili (Les Misérables), regia di Ladj Ly (2019)
- Memoria, regia di Apichatpong Weerasethakul (2021)
- Illusioni perdute (Illusions perdues), regia di Xavier Giannoli (2021)

### Televisione
- Julie Lescaut - serie TV, episodio 2x03 (1995)
- Le crime de Monsieur Still, regia di Claire Devers - film TV (1995)
- Balzac, regia di Josée Dayan - film TV (1999)
- La maledizione dei Templari, regia di Josée Dayan - miniserie TV (2005)
- Capitaine Marleau, serie TV, stagione 3, episodio Una voce nella notte - regia di Josée Dayan (2018)
- Irma Vep - La vita imita l'arte (Irma Vep) - miniserie TV, 7 puntate (2022)
- La favorita del re (Diane de Poitiers), regia di Josée Dayan – miniserie TV (2022)

## Discografia

### Album
- 2003 - Paramour
- 2006 - Slalom Dame